# Italian Series of Poker 2017
Le Italian Series of Poker 2017 , si sono tenute dal 12 al 22 maggio 2017 a Nova Gorica (Slovenia) presso il casinò Perla. Si è trattata della 8ª edizione dei Campionati Italiani, che ha visto la partecipazione di circa 1500 partecipanti suddivisi in 28 tornei.
Il main event è stato vinto dal torinese Nicola Benedetto, che si è aggiudicato il titolo di Campione Italiano ISOP 2017.

## Edizione 8 - Main Event 2017

### Campionati Italiani 2017[3]
- Luogo: Casino Perla, Nova Gorica
- Buy-in: € 990
- Data: 19-22 maggio, 2017
- Partecipanti: 137
- Montepremi: € 113,744
- Giocatori a premio: 14

| Tavolo finale | Tavolo finale       | Tavolo finale |
| Posizione     | Nome                | Premio        |
| ------------- | ------------------- | ------------- |
| 1             | Nicola Benedetto    | € 35,000      |
| 2             | Giuseppe Contursi   | € 21,000      |
| 3             | Gabriele Lepore     | € 15,000      |
| 4             | Massimiliano Forti  | € 10,000      |
| 5             | Claudio Di Giacomo  | € 7,000       |
| 6             | Giovanni Valenza    | € 5,100       |
| 7             | Giunchi Maria Elena | € 4,100       |
| 8             | Roberto Roberti     | € 3,300       |